# Мирсултанов, Довлетгельды Ширгельдыевич
Довлетгельды Ширгельдыевич Мирсултанов (туркм. Döwletgeldi Şirgeldiýewiç Mirsultanow; род. 29 мая 1995, Мары) — туркменский футболист, защитник клуба «Мерв». Игрок сборной Туркменистана.

## Биография
Выступал в чемпионате Туркменистана за клубы «Мерв» (Мары), «Алтын Асыр» (Ашхабад), «Небитчи» (Балканабад), «Энергетик» (Мары). В составе «Алтын Асыра» в 2017 году становился чемпионом страны и принимал участие в матчах Кубка АФК. С 2020 года играет за «Шагадам» (Туркменбаши).
В 2017 году в составе олимпийской (до 23 лет) сборной Туркменистана принимал участие в отборочном турнире чемпионата Азии среди 23-летних, его команда не смогла успешно пройти квалификацию. В национальной сборной Туркменистана дебютировал 27 марта 2018 года в матче отборочного турнира Кубка Азии против Бахрейна (0:4), по состоянию на октябрь 2020 года эта игра остаётся для него единственной.